# Leibnitz (cráter)

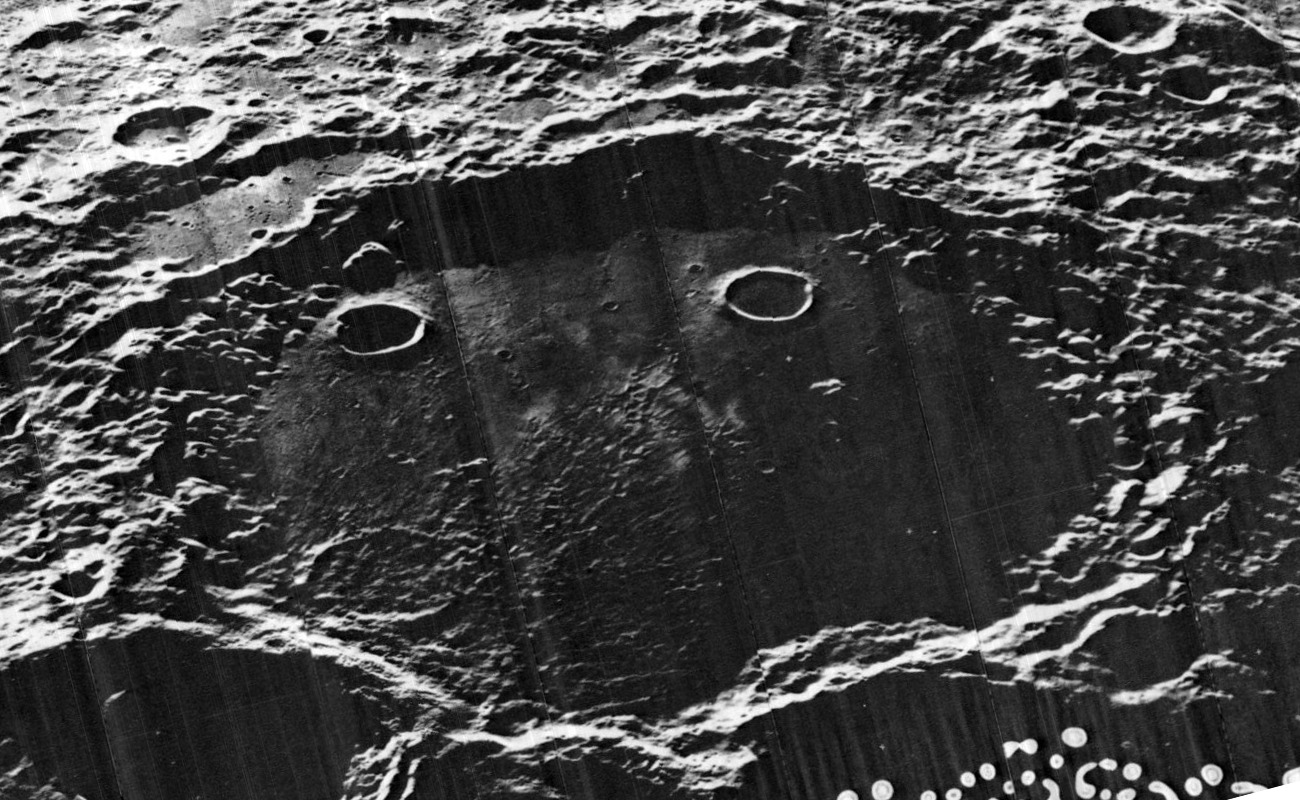
Vista oblicua procedente de la misión Lunar Orbiter 5, mirando al oeste

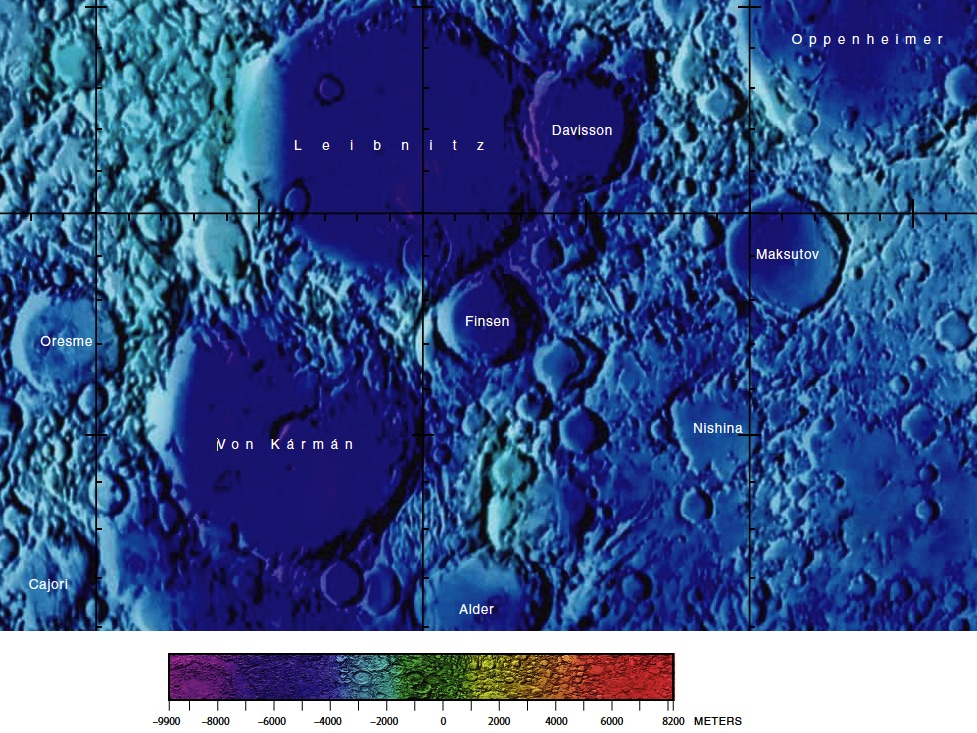
Entorno de Leibnitz

Leibnitz es un gran cráter de impacto que está ubicado en el hemisferio sur de la cara oculta de la Luna. La formación es del mismo tamaño que Clavius en el lado visible de la luna. Está localizado al este-sudeste de Mare Ingenii, y es adyacente al borde noreste de Von Kármán. Adjunto al borde este de Leibnitz está el cráter Davisson y en el borde sudeste está Finsen. Más allá, al este, está el gran cráter Oppenheimer.
|  |

El borde exterior de Leibnitz es más o menos circular, con una curva hacia fuera a lo largo de su cara sur. Ha sufrido alguna erosión por impacto y desgaste, con varios cráteres yaciendo a través del borde de la pared interna. El borde al este y al sudeste ha sido  de alguna manera modificada por los cráteres Davisson y Finsen.
Gran parte del suelo de esta llanura amurallada ha sido inavadida por lava, dejando una superficie plana y casi sin rasgos con el mismo bajo albedo como el oscuro mar lunar que se encuentra al noroeste. Sin embargo, la parte sudeste del suelo es más irregular, y el albedo corresponde al relieve lunar circundante. El suelo oscuro está cubierto en algunos lugares por marcas radiales de color más claro, y varios pequeños cráteres. El pequeño cráter Leibnitz X cerca de la pared interior noroeste ha sido inundado por lava, dejando sólo un borde más o menos circular que sobresale por encima de la superficie. 
Antes del establecimiento de la nomenclatura oficial en 1970 de la UAI, el astroblema era conocido como "Cráter 374.

## Cráteres satélite
Los cráteres satélite son cráteres menores que se encuentran en los alrededores de un cráter mayor. No son lo suficientemente importantes como para ser nombrados por separado. Son identificados en los mapas lunares por la siguiente convención: La letra que da nombre al cráter satélite debe ir en el punto medio del borde del cráter satélite que sea más cercano al cráter principal. 
|          | \| Leibnitz \| Coordenadas \| Diámetro \| \| -------- \| ------------------------------- \| -------- \| \| R \| 39°18′S 176°18′E / -39.3, 176.3 \| 19 km \| \| S \| 39°36′S 171°48′E / -39.6, 171.8 \| 28 km \| \| X \| 36°30′S 177°18′E / -36.5, 177.3 \| 19 km \| |          |
| Leibnitz | Coordenadas | Diámetro |
| R        | 39°18′S 176°18′E / -39.3, 176.3 | 19 km    |
| S        | 39°36′S 171°48′E / -39.6, 171.8 | 28 km    |
| X        | 36°30′S 177°18′E / -36.5, 177.3 | 19 km    |